# 비토리오 회슬레
비토리오 회슬레(Vittorio Hösle, 1960년 6월 25일 ~)는 독일의 철학자이다. 그는 『헤겔의 체계』(Hegels System, 1987년), 『도덕과 정치』(Moral und Politk, 1997년), 『현대의 위기와 철학의 책임』(Die Krise der Gegenwart und die Verantwortung der Philosophie, 1990년), 『철학적 대화』(Der philosophische Dialog), 그리고 『독일 철학사』(Eine kurze Geschichte der deutschen Philosophie) 등 형이상학, 실천철학, 자연철학, 미학, 신학과 철학사에 걸친 영역에서 저술활동을 펼치고 있다. 독일의 튀빙겐 대학에서 『진리와 역사. 파르메니데스에서 플라톤으로의 발전에 대한 범형적 분석을 통한 철학사의 구조 연구』(Wahrheit und Geschichte. Studien zur Struktur der Philosophiegeschichte unter paradigmatischer Analyse der Entwicklung von Parmenides bis Platon, 1982년)로 박사학위를 받았으며, 1999년 이후로 노터데임 대학의 교수로 재직하고 있다.

## 생애
비토리오 회슬레는 로만 문학 교수 요한네스 회슬레와 카를라 회슬레 사이에서 1960년 6월 25일 출생했다. 그는 여섯 살까지 밀라노에서 살았으며, 그의 아버지는 그곳의 괴테 인스티튜트를 관리했다. 1966년 비토리오 회슬레는 독일에 갔으며, 두 학년을 월반하고 바르셀로나의 독일계 외국인학교에서 일년을 보낸 뒤 17살에 레겐스부르크에서 김나지움 졸업시험을 통과했다. 그는 레겐스부르크와 튀빙겐, 보쿰, 프라이부르크 대학에서 철학과 일반 학문사, 고전 문헌학, 인도학을 공부했다. 그 후 튀빙겐 대학에서 ”진리와 역사. 파르메니데스에서 플라톤으로의 발전에 대한 범형적 분석을 통한 철학사의 구조 연구“로 최우등 졸업과 함께 박사학위를 취득했으며, 1986년에 “주관성과 상호주관성. 헤겔의 체계에 대한 연구”로 교수자격을 취득했다. 1986년 6월 그는 튀빙겐 대학의 철학 전공의 시간 강사가 되었다. 같은 해에 그는 뉴욕의 신사회 연구소(New School for Social Research)의 방문 조교수가 되었으며 1988년에는 그곳의 부교수가 되었다. 1989년에서 1990년까지 울름대학의 객원 교수로 있었으며, 1990년에서 1991년까지는 오하이오 주립대학의 독일어학과에서 활동했으며 1992년에서 1993년까지는 취리히 연방 공과대학의 환경학 분야의 객원 교수직을 얻었다. 1993년 회슬레는 에센 종합대학에서의 강좌로 명성을 얻었다. 그는 1997년에 하노버 철학연구소의 소장이 되었다. 1999년 이후로는 미국의 노터데임 대학의 교수로 재직하고 있다.

## 객관적 관념론[2]
회슬레의 철학은 객관적 관념론이라고 불리는 플라톤 및 헤겔 철학의 전통에서 파악될 수 있다. 그는 이성을 통한 객관적 진리에 대한 추구를 철학적 사유의 가장 중요한 과제로 이해한다. 그는 객관적인 진리를 인식할 수 있다는 이성에 대한 믿음에 대해 회의하거나 그것을 위험하다고 비판하는 포스트 모던적 사상의 흐름에 반대한다. 그가 보기에 ‘이성에 대한 모든 비판은 자기 모순적이다.’ 왜냐하면 이성에 대한 비판이 진지하게 취급되어야 할 이성적 근거를 갖고 있지 않은 경우 우리는 그 비판을 무시하면 될 것이기 때문이고, 다른 한편으로 이성에 대한 비판이 타당한 이성적 근거를 가졌다면 그 비판 자체가 이성에 호소하고 있다는 점에서 모순적이기 때문이다. 이러한 이유에서 그는 현대 사상가들의 총체적인 이성 비판에 대해 반대하며 이성과 객관적 진리의 추구라는 전통적인 서구 철학의 담론을 이어받고 있다.

### 철학 체계의 유형론 내부에서의 객관적 관념론
회슬레는 철학사에서 반복적으로 나타나는 철학적 발상들이 있으며, 그는 이 발상들을 실재론(Realismus), 주관적 관념론(Subjective idealism), 객관적 관념론(Objective idealism)으로 분류하고, 각각의 철학사적 시기(그리스, 헬레니즘-로마, 중세, 근대, 현대)마다 실재론에서 주관적 관념론을 거쳐 객관적 관념론으로 나아가는 사상적 발전이 나타남을 주장한다.

#### 실재론
실재론은 의식으로부터 독립적인 실재와 경험 가능한 현실을 가정한다. 실재론의 진리개념은 대응설적이며, 즉 의식과 의식에 주어진 현실이 일치하는 것이 진리다. 의식은 현실의 파악에 있어서 가능한한 수동적인 입장을 취해야 하는데, 의식이 현실을 파악할 때 의식 자신의 것을 부가한다면 그 현실을 변조시킬 것이기 때문이다. 이러한 수동성과 수용성은 경험적 인식에서 주어지는 것이며, 이론들은 경험에서 검증될 수 있다. 따라서 실재론은 일반적으로 경험론(Empirismus)으로 귀착된다.
그러나 이러한 실재론은 문제점을 가지고 있다. 첫째, 형식 논리학과 형식논리학적 추론에 속하는 것들과 같이, 경험 명제로 환원시킬 수 없음에도 그 합리성을 확신하고 있는 사태가 있다. 둘째, 경험적인 것보다 그 경험적인 것으로부터 근거지을 수 없는 선험적 종합판단들이 더 중요하다. 이 선험적 종합판단의 타당성을 전제하고 나서야, 아주 사소한 기대들도 합리적인 것으로 근거지을 수 있다. 예를 들어 인간은 미래에 대해 계획하는데, 이것이 가능한 것은 미래에도 일정한 상태들(예를 들어 자연의 제일성)이 계속될 것을 가정하기 때문이다. 그러나 경험은 이 순간의 소여만을 제공하며, 미래는 직접적 경험의 대상이 아니다. 따라서 경험론은 미래에 대한 합리적 기대를 무효화 시킨다. 셋째, 경험론은 의식에서 독립적인 외부세계가 있음을 가정하는데, 이 “의식에서 독립적인 외부 세계가 있다”는 가정 자체가 선험적 종합명제이다. 따라서 경험론은 현상주의(Phenomenalism)로 귀착한다. 넷째, 모든 규범적 명제들은 선험적 종합명제이며, 자연주의적 오류추리의 금지에 따라 어떠한 규범도 경험적으로 근거지을 수 없다. 따라서 경험론은 이론 이성에서는 회의주의로, 실천이성과 미학적 이성에서는 상대주의와 허무주의로 나아간다.

#### 주관적 관념론
주관적 관념론은 실재론의 결함을 메우고자 한다. 주관적 관념론에는 상이한 구조의 발상들이 속하지만, 이 구조들은 모두 “외부로부터 주어진 것에 대한 수동적인 반응들로 환원할 수 없는 자발적 의식활동들의 구성적 기능”을 지시한다. 이러한 사고는 실재론과는 달리 인식활동의 자발성을 인정하나, 그 자발성에 근거지어져 있는 인식들의 진리 주장의 상대화를 받아들인다는 점에서 실재론과 일치한다.
이러한 주관적 관념론은 인식의 자발적 행위가 인식과정에 필연적이라는 선험적인 것과 유사한 개념을 가지고 있음에도 불구하고, 이 행위들을 현실에서 검증하려는 시도를 불가능한 것으로 여김으로써 회의주의, 다원주의 및 상대주의의 결론을 이끌어낸다는 문제점을 지니고 있다.

#### 객관적 관념론
객관적 관념론은 실재론과 첫째, 선험적 범주들 내지 선험적 종합판단들을 가정하고 둘째, 그것들에게 존재론적인 위엄을 부여하는 견해이다. 이러한 구상에 따르면 오로지 사유에 의해서만 파악가능한 선험적 진리들이 존재하며, 이러한 진리들은 단순히 인간 이성의 주관적인 사유 강제들이 아니라 현실의 본질이기도 하다. 그리고 이러한 진리들은 경험적 사실로부터의 추상에 의해 획득될 수 있는 것이 아니며, 인간의 의식 상태나 상호주관적 형성물로 환원될 수 없다. 객관적 관념론은 실재론과 주관적 관념론의 종합인데, 이 이론은 주관적 관념론과 같이 이성의 자발성을 인정하면서도, 유한한 의식에 독립적인 이념적인 것을 인정하기 때문이다.

### 객관적 관념론의 근거짓기
회슬레는 객관적 관념론을 논증을 통해 증명하고자 한다. 그가 증명하고자 하는 객관적 관념론의 주장은, “비(非)가언적인(다시 말해 무전제적인)(종합적-)선험적 인식이 존재하며, 이러한 선험적 인식의 법칙들은 동시에 현실의 법칙들이다.” 이 명제는 다음과 같은 두가지 명제의 연언이다.

I.3 비가언적인 선험적 인식이 존재한다.
II.3 만약 비가언적인 선험적 인식이 존재한다면, 그것의 법칙들은 동시에 현실의 법칙들이다.

전건긍정식에 따라 다음과 같은 명제가 따라나온다.

III. 비가언적인 선험적 인식이 존재하며, 그것의 법칙들은 동시에 현실의 법칙들이다.

위와 같은 명제는 비가언적인 선험적 인식에 대한 명제로, 가언적 증명방식을 통한 연역적 방식에 의해서는 증명될 수 없다. 가언적 증명방식에서 우리는 무한퇴행에 빠지거나, 독단적으로 그 퇴행을 단절시키거나, 또는 전제들을 증명하기는 하지만, 그 전제의 결론을 근거로 두기 때문이다. 무한퇴행, 독단적 단절, 순환논증이라는 뮌히하우젠-트릴레마를 벗어나기 위해서는, 일반적인 연역적 방식과 다른 방식이 필요하다. 이 트릴레마를 벗어나 비가언적인 선험적 인식을 논증하기 위해 그는 일반적인 연역과는 다른 논증방식을 택한다. 그는 뮌히하우젠 트릴레마로부터 나오는 선험적 인식의 불가능성에 대한 명제로부터 시작한다.

I.1 어떠한 비가언적인 선험적 인식도 존재할 수 없다.

뮌히하우젠 트릴레마로부터, 비가언적 선험적 인식에 대한 불가능성, 즉 필연적으로 받아들여져야 하는 어떠한 선험적 종합인식도 존재할 수 없다는 것이 이야기된다. 그런데 “어떠한 비가언적인 선험적 인식도 존재할 수 없다”는 명제는 자기 모순적인데, 이 명제는 확실히 선험적 종합명제임에도 선험적 종합명제의 가능성을 부정하기 때문이다. 여기서 이 명제는 정언적인 형태로 주장되지만, 모든 선험적 인식이 가언적이라고 주장함으로써, 이 명제 자신은 그 자신조차도 가언적인 명제임을 주장하게 된다. 여기서 이 명제(그리고 뮌히하우젠 트릴레마 또한)가 근거하는 전제는 모든 인식이 공리-연역적으로 진행된다는 것이다. 따라서 이 명제는 절대적인 것이 아니라, 오직 모든 인식이 공리-연역적으로 진행된다는 전제하에서만 가능한 것이며, 따라서 다음과 같은 명제를 말할 수 있다.

I.2 일정한 전제 아래에서는 어떠한 비가언적인 선험적 인식도 존재하지 않는다. 다른 전제들 하에서는 그러한 인식들이 존재한다.

따라서 I.3(비가언적인 선험적 인식이 존재한다)은 오직 가언적으로만 반박될 수 있다. 이제 I.3은 불가능한 것이 아니라 가능한 것이다. 그런데 I.2에서는 I.1과 같은 모순이 있다. 그것은 비가언적인, 즉 무전제적인 인식이 존재한다면, 그러한 인식은 전제들에 의존할 수 없다는 것이다. 전제에 의존하는 것은 무전제적인 인식이라는 것은 모순이기 때문이다. 따라서 무전제적인 인식이 존재하거나, 그러한 인식이 존재하지 않아야 한다. 그러나 무전제적인 인식이 존재하지 않는다는 것은 I.1에서 일관되지 않은 것으로 증명되었으므로, 무전제적인 인식이 존재해야 한다. 따라서,

I.3 비가언적인 선험적 인식이 존재해야만 한다.

그러나 I.3에 대해, 이 선험적 인식이 단지 우리의 사유의 법칙일 뿐이며 현실과 관련이 없을 수 있다는 반론이 있을 수 있다는 주관적 관념론(칸트와 같은)의 반박이 있을 수 있다. 이는 주관적 관념론의 근본명제로 표현될 수 있다.

II.1 만약 비가언적인 선험적 인식이 존재한다면, 그것의 법칙들은 현실과 아무런 관련도 가질 수 없을 것이다.

이 명제는, 우리가 필연적이지만 주관적일 뿐인 사유의 법칙에 따라 사유해야만 하고 따라서 현실의 법칙을 인식할 수 없다는 주관적 관념론의 사상을 나타낸다. 그러나 우리가 현실의 법칙을 인식할 수 없다면 그것이 우리의 사유법칙과 다르다는 것 또한 알 수 없을 것이다. 따라서 다음과 같은 명제에 도달한다.

II.2 만약 비가언적인 선험적 인식이 존재한다면, 그것의 법칙들은 가능한 한에서 현실과 아무런 관련도 가질 수 없을 것이다.

비가언적 선험적 인식이 현실과 관계맺을 수 있는 가능성이 생겨났다. 그러나 II.2 또한 II.1과 마찬가지로 일관적이지 못하다. 현실의 법칙이 가능한한 사유의 법칙과 구별된다는 표상은 사유행위이다. 이러한 사유행위 속에서는 사유법칙들을 넘어서는 관점이 관계된다. 이때 이 사유법칙들은 필연적이고 무전제적인 사유법칙이 아니며, 그것들을 넘어서는 관점과 관계하는 것은 정당하다. 따라서 II.2, 그리고 더 나아가서 II.1은 I.1 또는 기껏해야 I.2로 환원된다. 따라서 비가언적인, 즉 절대적으로 타당한 선험적 인식이 존재하거나(이 인식은 동시에 존재론적 기능을 가진다), 또는 존재하지 않는다. 그런데 I.1과 I.2가 일관되지 못한 것으로 증명되었기 때문에, 남아 있는 것은 다음의 명제이다.

II.3 만약 비가언적인 선험적 인식이 존재한다면, 그것의 법칙들은 동시에 현실의 법칙들이다.

I.3에서 II.3의 조건이 충족되어있으므로, I.3과 II.3으로부터, 객관적 관념론의 사상이 증명된다.

III 비가언적인 선험적 인식이 존재하며, 그것의 법칙들은 동시에 현실의 법칙들이다.

## 환경위기의 철학[3]
회슬레는 인류의 가장 시급한 문제를 환경 문제로 보고, 이 환경 위기가 서구사회를 지배한 철학적 사상의 필연적 귀결이라고 진단한다. 그는 객관적 관념론의 입장에서 새로운 환경철학을 발전시키고자 한다.

### 환경위기의 정신사적 토대 - 데카르트의 정신-물질 이원론
회슬레는 현대 산업사회의 특징을 현대 기술, 현대 과학, 자본주의적 경제로 보며, 이 배후에는 데카르트의 사상이 있다고 여긴다. 데카르트가 사유를 본성으로 하는 자아와 연장을 본성으로 하는 자연을 구분함으로써, 두 영역은 독립적인 실체를 이룸으로써 서로 분리된다. 나아가 연장으로 이해되는 자연은 더 이상 자기목적적인 존재로서가 아니라, 가치중립적인 자연으로 이해되며, 자연은 수학화 될 수 있는 연장이 되어 물리학이 자연과학의 모델이 된다.
데카르트의 사상은 기독교에 의해 이미 준비되어 있었다. 기독교의 자연관은 고대 그리스의 자기 완결적인 코스모스로서의 자연관을 파괴함으로써, 근대의 양적이고 수학화 된 자연관의 발생을 가능하게 해주었다. 왜냐하면 기독교는 그 어떤 다른 종교보다도 인간과 자연의 대립을 강조하여 근대의 자연지배의 프로그램을 준비하고 있었기 때문이다.

### 근대에서의 주체성의 원리의 또 다른 가능성으로서의 이성의 자율성
회슬레는 현대의 과학 기술 문명의 뿌리를 서구의 형이상학적인 전통과의 관계 속에서 파악한다는 측면에서 하이데거의 위대성을 평가한다. 그러나 하이데거의 기술 및 서구 형이상학의 비판과 근대적 주체성에 대한 전면적인 부정은 한계를 지닌다.
첫째, 근대의 주체성은 도덕적 자율성에 대한 사고를 가능하게 했으며, 주체성의 강조로 인해 질서와 전통적인 규제로부터 벗어난 개인에 대한 생각이 형성되고, 이제 개인들은 자신의 생활방식을 스스로 선택하고 결정할 수 있는 권리를 지니는 존재로 이해되기에 이르게 된다. 이 개인주의는 근대사회의 구성 원리로서 자리 잡은 것이다.
둘째, 하이데거는 현대의 자연과학 타당성을 부당한 방식으로 상대화한다. 하이데거는 현대 자연과학을 발생하는데 결정적인 역할을 한 서구 형이상학을 강조한다는 점에서 의심할 여지없이 옳지만, 그렇다고 현대 자연과학과 서구 형이상학 사이의 내적인 연관성에 대한 지적을 통해서 현대의 자연 개념이 여타의 다른 자연관과 비교해서 단순히 존재자의 상이한 해석의 한 양식이라는 방식으로 평준화 내지 상대화될 수 있는 것은 아니다. 예컨대 하이데거가 “물체의 자유낙하에 대한 갈릴레오의 학설과 가벼운 물체가 위로 향하려고 애쓴다고 가르친 아리스토텔레스의 학설 중 전자를 진리로, 후자를 틀린 것으로 주장해서는 안 된다”고 강조하며, 이 두 학설을 단지 “존재자의 상이한 해석”, “자연과정을 보고 묻는 상이한 종류"로 보는 것은 잘못된 것이다.
셋째, 하이데거는 “현대 민주주의적인 법치국가의 긍정적인 업적”을 제대로 파악하지 못했다. 하이데거가 아메리카주의와 공산주의를 기술의 형이상학적 지배의 동전의 양면으로 파악할 수밖에 없었던 이유는 그가 자율성의 원리에 대한 추구를 서구 형이상학 비판의 문맥 속에서만 바라보기 때문이다. 현대 자연과학 및 기술에 대한 비판을 서구의 형이상학 및 합리성 비판 자체와 연결시키는 하이데거의 사상으로부터는, 환경위기를 극복하기 위해 반드시 요구되는 인간의 행동의 보편타당한 윤리적인 기준에 대한 이성적인 논의가 불가능하다.

### 환경위기와 칸트 윤리학의 확장의 필요성
회슬레는 우리에게 필요한 것이 학문과 이성의 거부가 아니라, “학문과 이성의 변화”임을 말한다. 회슬레는 칸트에게서 근대 철학의 자율적이고 보편적인 이성의 이념을 본다. 칸트의 실천 철학은 인간의 도덕적 주체성의 원천을 이성의 자율의 이념에서 구하려는 철학을 대표하는 것이다. 동시에 칸트의 보편주의적인 윤리학은 “현대가 특별히 자부심을 지니고 있고, 현대가 모든 퇴행시도에 대해서 열정적으로 방어하며 그리고 시민적 시대의 도덕적 우월감의 근거를 함께 형성했으며 오늘날까지 형성하고 있는 상당히 중요한 것”이다. 이 칸트 윤리학은 “자유는 인간이 원하는 것을 행하는 데에 있다고 믿는 형식적인 자유 개념의 극복”을 가능하게 해주는 학설로서, “자유는 오히려 올바른 의욕에 존립한다는 해결하기가 어려운 물음에 대한 통찰을 지도할 수 있다.”그러나 비록 칸트 윤리학이 아무리 위대한 것이라 할지라도, 그 이론은 역시 몇 가지 한계를 갖고 있다. 회슬레는 특별히 환경 위기와 관련해서 칸트 윤리학이 세가지의 불충분점을 가지고 있고, 일정한 교정이 필요함을 말한다.
첫째, 칸트의 윤리학은 정신과 자연의 이분법에 기반한다. 따라서 칸트의 실천철학은 존재와 당위의 이원론을 극복하지 못함으로써 현대 자연과학과 기술의 전제를 형성하는 인간과 자연의 경직된 대립을 극복할 충분한 이론을 제공하지 못한다. 보다 구체적으로 말하자면 칸트의 이론은 인간이 자연에 의해서 산출된 자연의 일부이면서 동시에 인간이 자연을 초월하는 자연의 타자라는 인간의 양면성의 종합을 해결하지 못하고 있는 것이다. 회슬레가 보기에 이러한 종합은 객관적 관념론의 지반 위에서만 가능한 것이다.
둘째, 칸트의 윤리학에서 윤리적 의무의 대상은 이성적 존재에 한정된다. 칸트에게 있어서 자연은 이성적 존재와 달리 목적이 아닌 물건이다. 그러나 객관적 관념론에서는 자연을 이성과 함께 이념적 구조에 참여하고 있는 것으로 보기 때문에, 자연 역시 윤리적 의무의 대상이 될 수 있다.
셋째, 칸트의 이론에서 도덕은 인간에게 명령으로 다가오며, 그는 이를 통해서 인간에게 보편타당한 객관적 토대를 제공하고자 했다. 그러나 칸트의 윤리학은 인간의 윤리적 행위를 이끌어낼 수 있는 심리적 동기의 문제에서 불충분하며, 이와 관련된 측면은 그가 행위가 미칠 결과에 대해 심각하게 다루지 않았다는 것이다. 현대의 기술적 확장은 인간 행위의 결과의 범위를 시공간적으로 엄청나게 확대시켰다. 개인적인 자가용의 이용은 전세계적으로 온실효과를 악화시킨다. 그러나 대다수의 사람들은 그 효과에 대해 알면서도 자가용을 포기하고 대중교통을 선택하지 않는다. 따라서 일상적인 생활양식의 변화시킬 수 있는 내적인 동기를 이끌어낼 수 있는 방법이 필요하며, 예를 들어 자연의 아름다움에 대한 느낌을 향상시키는 교육이 필요하다.

### 객관적 관념론과 환경 철학의 새로운 가능성
회슬레는 객관적 관념론을 통해서 인간의 자연에 대한 일방적인 지배관계의 특징을 지니는 근대와 현대의 지배적인 자연관을 극복할 수 있을 뿐만 아니라, 우주 내에서의 인간의 특별하고도 고유한 지위를 인정할 수 있는 자연과 인간 사이의 관계를 해명할 수 있는 이론적 토대를 제공할 수 있다고 여긴다. 회슬레는 자연의 내재적인 가치를 부인하지 않는다는 점, 그리고 자연을 도덕적 의무의 대상으로 본다는 점에서 생명 중심윤리나 근본 생태주의와 공통된 입장을 취하지만, 객관적 관념론을 통해 생태주의가 빠지는 문제점을 극복하고자 한다. 생태주의자들은 예를 들어 생태계가 자연적인 평형 상태를 가지고 있다는 주장에서 자연보전정책의 당위성을 도출하고자 한다. 그러나 이는 자연주의 추리의 오류를 저지르는 것인데, 동일한 과학적 사실로부터, “자연은 어찌하든 알아서 균형 상태로 가기 때문에 우리는 자연에 대해 마음대로 간섭해도 된다는” 주장이 가능하기 때문이다. 그러나 회슬레의 이론은 생태 중심적인 철학이 빠지기 쉬운 논리적 난점을 피할 수 있는 것으로 보인다. 그에 따르면 자연은 “이상적 세계의 구조에 참여하는 한에서” 그 자체로 가치 있는 것이기 때문이다). 그러나 회슬레는 자연의 내재적인 가치의 정당성의 근거를 자연의 근저에 놓여 있는 자연 초월적인 정신적 원리와의 연관 속에서 구한다. 그리하여 회슬레는 존재와 당위의 칸트적인 구별을 포기하지 않고서도 자연에 대한 인간의 직접적인 도덕적인 의무의 정당성을 해명한다.
객관적 관념론은 가치의 위계질서를 말하며, 이를 통해 “인간의 이익과 자연계의 이익이 충돌할 때 어떻게 행동해야 하는가?”와 같은 질문이 빠지는 딜레마에 대해 대답할 수 있는 원리를 제시한다. 이 위계질서에서는 상위의 가치를 구하기 위해 필요한 경우에 보다 낮은 가치의 손상이 허용될 수 있다는 것을 합리적으로 정당화할 수 있기 때문이다. 회슬레는 선험적 논증(transzendentale Argumente)을 통해 가치들의 질서를 설정하고자 한다. 생명이 소유보다 상위의 선(Gut)이라는 주장은, 생명이 소유를 위한 필연적인 조건이라는 점에서 정당화된다.

## 국문 저서 및 논문

### 저서
- 죽은 철학자들의 카페(Das cafe der toten philosophen): 김선희 역, 웅진지식하우스, <죽은 철학자들의 카페

- 21세기의 객관적 관념론(Der objektive Idealismus im 21.Jahrhundert): 나종석 역, 에코리브르, <비토리오 회슬레, 21세기의 객관적 관념론>

- 객관적 관념론의 근거짓기 문제들(Begrundungsfragen des objekiven Idealismus): 이신철 역, 에코리브르, <객관적 관념론과 그 근거짓기>

- 헤겔의 체계. 주관성의 관념론과 상호주관성의 문제.(Hegels System. Der Idealismus der Subjektivität und das Problem der Intersubjektivität.): 권대중 역, 한길사, <헤겔의 체계 1> - 2권의 책 중 1권(헤겔의 체계 1: 체계의 전개와 논리학/Hegels systemn 1 : Systementwicklung und Logik)만이 번역되어 있다.

- 현재의 위기와 철학의 책임. 초월론적 화용론, 최종근거짓기, 윤리학(Die Krise der Gegenwart und die Verantwortung der Philosophie. Transzendentalpragmatik, Letztbegrundung, Ethik): 이신철 역, 도서출판 b, <현대의 위기와 철학의 책임. 초월론적 화용론, 최종 근거짓기, 윤리학>

- 독일 철학의 짧은 역사: 독일 정신에 대한 회고(Eine kurze Geschichte der deutschen Philosophie : Ruckblick auf den deutschen Geist.): 이신철 역, 도서출판 b, <독일 철학사 - 독일정신은 존재하는가>

### 논문
- “헤겔과 스피노자”, 이신철 역, 『헤겔연구』 제8호. p.71(같은 논문이 <21세기의 객관적 관념론(Der objektive Idealismus im 21.Jahrhundert): 나종석 역, 에코리브르, <비토리오 회슬레, 21세기의 객관적 관념론>에 실려있음)

- “전일적 세계관을 향해서”, 김용정 역, 『과학사상』 제13호. p.135

- “생태계 위기의 정신사적인 기반”, 김선희 역, 『과학사상』 제14호. p.200

- “형이상학으로서의 다윈주의”, 김선희 역, 『과학사상』 제31호. p.175 (같은 논문이 나종석 역으로, <21세기의 객관적 관념론(Der objektive Idealismus im 21.Jahrhundert): 나종석 역, 에코리브르, <비토리오 회슬레, 21세기의 객관적 관념론>에 실려있음)

## 관련 연구
- <헤겔 정치철학의 통찰과 맹목. 서구 근대성과 복수의 근대성 사이>, 나종석 저, 에코리브르.

- 임재진. 2000. “주관성과 상호주관성 – 회슬레의 헤겔해석을 중심으로 -” 『철학연구』 제48호. p.89

- 나종석. 2002. “회슬레의 환경철학에 대하여 – 객관적 관념론과 환경철학의 새로운 가능성을 중심으로” 『헤겔연구』 제12호. p.211

- 권대중. 2006. “미와 변증법 : 3의 변증법과 4의 변증법, 그리고 간주관성 -헤겔 체계의 구조적 수정을 위한 회슬레의 대안적 제안” 『헤겔연구』 제19호. p.101